# 思案橋ブルース
『思案橋ブルース』（しあんばし - ）は1968年4月25日に日本コロムビアから発売された、ムード歌謡グループ中井昭・高橋勝とコロラティーノのデビュー・シングルにして、唯一のヒット作。

## 解説
コロラティーノのトランペッター川原弘の作詞・作曲。
キャバレー『十二番館』専属バンド時代に持ち歌としていたところ、評判が高まりメジャー・デビューの切っ掛けになった。内山田洋とクール・ファイブは競合店『銀馬車』の専属バンドだったが、本曲によりコロラティーノが一足先に世に出た。
『長崎の女』（春日八郎、1963年）、『長崎ブルース』（青江三奈、1968年）、『長崎は今日も雨だった』（内山田洋とクール・ファイブ、1969年）、『長崎の夜はむらさき』（瀬川瑛子、1970年）と、長崎県のご当地ソングに大ヒット作が続いた事から、全国的な長崎ブームを巻き起こし観光面でも大きく貢献した。
発売4ヶ月後にオリコンの3位まで上昇し、年間セールスでも第15位に輝いた。
思案橋は長崎市内の玉帯川（銅座川）に掛り、旧遊廓街の通称にも転じられたが、橋自体は1948年の暗渠化に伴い撤去され、欄干のみが残されている。

## 収録曲
両曲作詞・作曲:川原弘／編曲:川口真
1. 思案橋ブルース[3:34]
2. 別れ道[2:41]

## カバー
コロラティーノの活動期間が短かった事もあり、数多の歌手・グループによってカバーされている。
- 西田佐知子（CD-BOX『西田佐知子歌謡大全集）
- ビジーフォー
- 香西かおり（アルバム『綴織百景 VOL.4 旅』）
- 春日八郎（アルバム『長崎情緒』）
- はやぶさ（シングル『なんで 横浜…』）
- パク・ジュニョン（カバー・アルバム『街の風景（九州編）』）

特に、元ロス・プリモスの徳永淳がコロラティーノにボーヤ兼ドラマーとして参加していた関係で、ロス・プリモスのカバーは定番化している。